# بول كامينسكي
بول كامينسكي (بالإنجليزية: Paul G. Kaminski) (و. 1942 – م) هو ضابط من الولايات المتحدة الأمريكية . وهو عضواً في الأكاديمية الوطنية للهندسة .

## التعليم
تعلم في جامعة ستانفورد، ومعهد ماساتشوست للتكنولوجيا، وأكاديمية سلاح الجو الأمريكي

## الخدمة العسكرية
خدم في القوات الجوية الأمريكية.